# Danielle Macdonald
Danielle Louise Macdonald (Sydney, 19 maggio 1991) è un'attrice australiana.

## Biografia
Nata e cresciuta a Sydney, ha frequentato l'Australian Institute for Performing Arts di Naremburn, nel Nuovo Galles del Sud. Quando aveva 18 anni la sua famiglia si trasferì nel Regno Unito, dove è vissuta nella periferia di Londra.
Poco dopo, Macdonald si trasferisce a Los Angeles per intraprendere la carriera di attrice. Originariamente era stata ingaggiata per il ruolo di Becca nella serie drammatica della ABC Huge - Amici extralarge, ma il suo visto non è arrivato in tempo e non è stata in grado di ricoprire il ruolo. Ha ottenuto il primo ruolo cinematografico nel lungometraggio The East, presentato in anteprima al Sundance Film Festival 2013. Nel 2014 recita in Ogni cosa è segreta, al fianco di Dakota Fanning, Diane Lane e Elizabeth Banks.
Nel 2017 ottiene il suo primo ruolo da protagonista in Patti Cake$, dove interpreta un'aspirante rapper: per poter interpretare il ruolo, Macdonald ha dovuto studiare rap per 2 anni. Nel 2018 prende parte a due film di Netflix, Bird Box con Sandra Bullock e Voglio una vita a forma di me con Jennifer Aniston. Nel 2019 recita al fianco di Emma Roberts e Mila Jovovich in Paradise Hills. Nel 2020 recita in Fuga a Parigi, affiancando questa volta Michelle Pfeiffer.

## Filmografia

### Cinema
- The Thief, regia di Rachel Weisz – cortometraggio (2010)
- The East, regia di Zal Batmanglij (2013)
- Trust Me, regia di Clark Gregg (2013)
- Ogni cosa è segreta (Every Secret Thing), regia di Amy J. Berg (2014)
- Patti Cake$, regia di Geremy Jasper (2017)
- Lady Bird, regia di Greta Gerwig (2017)
- Skin, regia di Guy Nattiv – cortometraggio (2018)
- Skin, regia di Guy Nattiv (2018)
- Bird Box, regia di Susanne Bier (2018)
- Voglio una vita a forma di me (Dumplin'), regia di Anne Fletcher (2018)
- Paradise Hills, regia di Alice Waddington (2019)
- Extracurricular Activities, regia di Jay Lowi (2019)
- Fuga a Parigi (French Exit), regia di Azazel Jacobs (2020)
- Falling for Figaro, regia di Ben Lewin (2020)
- If I Had Legs I'd Kick You, regia di Mary Bronstein (2025)

### Televisione
- Glee – serie TV, 1 episodio (2011)
- Newsreaders – serie TV, 1 episodio (2013)
- Pretty Little Liars – serie TV, 1 episodio (2014)
- Toolies – serie TV, 5 episodi (2014)
- 2 Broke Girls – serie TV, 1 episodio (2015)
- The Middle – serie TV, 1 episodio (2015)
- American Horror Story – serie TV, 1 episodio (2016)
- Pronta a tutto (The Rachels) – film TV (2017)
- Easy – serie TV, 1 episodio (2017)
- Unbelievable – serie TV, 7 episodi (2019)
- The Tourist – serie TV, 6 episodi (2022)

## Doppiatrici italiane
Nelle versioni in italiano delle opere in cui ha recitato, Danielle Macdonald è stata doppiata da:
- Barbara Pitotti in The Middle
- Erica Necci in Patti Cake$
- Joy Saltarelli in Bird Box
- Ughetta d'Onorascenzo in Unbelievable
- Emanuela Ionica in Voglio una vita a forma di me
- Eva Padoan in Paradise Hills
- Giulia Maniglio in Fuga a Parigi